# Capa d'enllaç de dades
La capa d'enllaç de dades correspon al nivell 2 del model OSI i s'encarrega de respondre a peticions de servei de la capa de xarxa i d'entregar les peticions a la capa física.

Pila del model OSI.

La capa d'enllaç de dades és la capa encarregada de transferir dades entre nodes de xarxa adjacents en una WAN o entre nodes del mateix segment de LAN. La capa d'enllaç de dades proporciona les funcions i els procediments per a la transmissió de dades entre entitats de xarxa i pot detectar i, fins i tot, corregir errors que poden ocórrer a la capa física. Exemples de protocols d'enllaç de dades són Ethernet per a xarxes d'àrea local i Point-to-Point Protocol, HDLC i ADCCP per a connexions punt a punt.
L'enllaç de dades proporciona transferència de dades al llarg de l'enllaç físic. Aquesta transferència pot ser o no fiable; molts protocols d'enllaç de dades no disposen de reconeixement de recepció i acceptació de trames amb èxit i, fins i tot, alguns protocols ni tan sols disposen de checksum per tal de comprovar errors en la transmissió. En aquests casos, protocols de més alt nivell han d'encarregar-se de proporcionar control de flux, comprovació d'errors i reconeixement i retransmissió.
Aquesta capa sovint se separa en dues subcapes. La primera subcapa és el Control d'enllaç lògic (o en anglès, Logical Link Control (LLC)). Aquesta subcapa multiplexa protocols funcionant en la capa d'enllaç de dades i, opcionalment, proporciona control de flux, reconeixement i retransmissió.
La segona subcapa és el Control d'Accés al Medi (o en anglès, Media Access Control (MAC)). Aquesta subcapa determina qui té permès accedir al medi en un moment determinat. Generalment hi ha dues formes de control d'accés al medi: distribuït i centralitzat. La subcapa de Control d'accés al medi també determina on acaba una trama de dades i on comença la següent.
Com s'ha dit abans, en les xarxes d'àrea local IEEE 802 la capa d'enllaç de dades se separa en les subcapes MAC i LLC; això vol dir que el protocol IEEE 802.2 LLC pot ser utilitzat amb tots els de la capa IEEE 802 MAC, tal com Ethernet, Token Ring, IEEE 802.11, etc., juntament amb algunes capes diferents a la 802 MAC com la FDDI. Altres protocols de la capa d'enllaç a dades, com el HDLC, inclouen totes dues subcapes, tot i que altres protocols, com el Cisco HDLC, utilitzen l'entramat a baix nivell de l'HDLC com si fos una capa MAC en combinació amb una capa LLC diferent.

## Exemples
- ARCnet
- ATM
- Controller Area Network (CAN)
- Econet
- Ethernet
- Fiber Distributed Data Interface (FDDI)
- Frame Relay
- IEEE 802.2 (proporciona funcions LLC a la capa MAC IEEE 802)
- LocalTalk
- Multi Protocol Label Switching (MPLS)
- Point-to-Point Protocol (PPP)
- Shortest Path Bridging (SPB)
- Serial Line Internet Protocol (SLIP)
- StarLan
- Token ring

## Interfícies
La capa d'enllaç de dades és sovint implementada per software com un controlador de targeta de xarxa. El sistema operatiu s'encarregarà de definir una interfície de software definida entre la capa d'enllaç de dades i el transport de xarxa. Aquesta interfície no és una capa en si mateixa sinó una definició per interferir entre capes. Exemples d'això serien:
- ODI
- NDIS
- SANA II
- NIC